# Сэридзава, Кодзиро
Кодзиро Сэридзава (яп. 芹沢 光治良 Сэридзава Ко:дзиро:, 4 мая 1897 года — 23 марта 1993 года) — японский писатель. Номинант Нобелевской премии, обладатель множества литературных наград, лауреат премии ЮНЕСКО, почётный член Французской и Бельгийской академий, президент японского филиала ПЕН-клуба, один из первых японских писателей, изданных в Европе. На родине Сэридзавы, в городе Нумадзу, ещё при жизни писателя в 1970 году был открыт культурный центр, носящий его имя.
Творчество Кодзиро Сэридзавы объединяет литературные направления Запада и Востока. Создавал произведения различных жанров (от небольших рассказов до многотомных романов). Одной из самых характерных интонаций на протяжении всего творчества оставалась исповедальность. Большое внимание в своих работах уделял проблемам веры и религии. К основным сочинениям относятся роман «Умереть в Париже», повесть «Мужская жизнь», роман-эпопея «Судьба человеческая».

## Биография
Кодзиро Сэридзава родился в рыбачьей деревне Ганюдо, которая сейчас является частью города Нумадзу. По легенде считалось, что основателем этой деревушки был его предок. Кодзиро Сэридзава подробно описывает своё детство и юность в повести «Мужская жизнь». Детство его прошло в обеспеченной и уважаемой всеми семье деда. Но после того, как родители стали ярыми приверженцами религиозного учения Тэнри, семья почти полностью отказалась от денег, считая их символом греха. Со временем отец с матерью переехали с детьми (всего их было 12) в Нумадзу, оставив Кодзиро на полное попечение деда.
Учение Тэнри не поощряло обучение детей, но с разрешения отца Кодзиро Сэридзава поступил в школу. Оплачивал обучение один из богатых родственников, к которому мальчик обратился за помощью. Окончив среднюю школу, стал работать замещающим преподавателя в мужском отделении младшей школы города Нумадзу. В 1916 году Кодзиро Сэридзава поступил в Первый лицей (яп. 第一高等学校 Дай-ити ко:то:-гакко:) в Токио на факультет французского права. Учась в лицее, он познакомился с Сукэсабуро Исимару (石丸 助三郎), ставшим для него впоследствии мудрым учителем и жизненным наставником. В 1919 году Сэридзава поступает в Токийский (Императорский) университет на факультет экономики. В это время он посещает 2 литературных собрания: «Вертикаль» Юсукэ Цуруми (鶴見祐輔) и «Листья травы» (яп. 草の葉会 Куса но ха кай) Такэо Арисимы.
В 1924 году он сдаёт экзамен на должность чиновника. Сначала он служил в министерстве сельского хозяйства и торговли в департаменте гор и лесов. Затем в отделе аграрной политики. Ещё с университета его волновала тема аграрного законодательства, остро стоявшая в то время в Японии. Его работа о сельскохозяйственных профсоюзах сгорела в результате землетрясения в Токио. Впоследствии он был переведён на должность секретаря в отдел управления животноводством в департамент животноводства. Он должен был заведовать скачками, но из-за разногласий с начальством пришлось эту работу оставить. В это же время он женится. В 1924 году вместе с супругой уезжает во Францию для продолжения изучения экономики в Сорбонне. Во Франции он получает возможность встретиться с Андре Жидом, Полем Валери, Жюлем Роменом. В 1927 году рождается его первая из четырёх дочерей — Марико. В 1927 он заболевает туберкулёзом и проводит год в санаториях Швейцарских Альп.
Писательский дебют произошёл в 1930 году в Японии. Сэридзава отправил рассказ «Буржуа» на литературный конкурс журнала «Кайдзо». Кодзиро Сэридзава в 1934 году вошёл в созданный японский ПЕН-клуб. В 1938 году он отправляется в качестве корреспондента в Китай, где проводит около 2-х месяцев. В 1937 году Сэридзава опубликовал первую часть задуманного им большого романа «О любви и смерти». Книга была дописана лишь после поездки в Китай. В 1953 году на французском языке издаётся роман «Умереть в Париже», считающийся знаковым для автора.
Кодзиро Сэридзава работал в Нобелевском комитете и ЮНЕСКО, путешествовал по всему миру. После смерти Ясунари Кавабаты возглавил японский ПЕН-клуб. В шестидесятые годы XX века написал роман-эпопею «Судьба человеческая», многолетнюю хронику жизни семьи и страны. Когда писатель уже перешагнул девяностолетие, то изложил в нескольких книгах своё мировоззрение. Последняя книга была издана уже после его смерти.

## Наиболее известные произведения
1. Буржуа (1930, рассказ)
2. Перед мостом (1933, рассказ)
3. О любви и смерти (1937, роман)
4. Бессонные ночи (рассказ)
5. Умереть в Париже (1938, роман)
6. Храм Наньсы (1938, рассказ)
7. Мужская жизнь (1940, повесть)
8. Таинство (1941, рассказ)
9. Разговор с ушедшим (1948, рассказ)
10. Судьба человеческая (1962—1973, роман-эпопея)
11. Улыбка Бога (1986, роман)
12. Замысел Бога (1987, роман)
13. Милосердие Бога (1988, роман)
14. Счастье человека (1989, роман)
15. Воля человека (1990, роман)
16. Жизнь человека (1991, роман)
17. Сон Великой Природы (1992, роман)
18. Мелодия Неба (1993, роман)